# Passo della Croce Arcana
Il passo della Croce Arcana (o dell'Alpe alla Croce) è un valico dell'Appennino tosco-emiliano, con una altitudine di 1669 m s.l.m., sito fra le province di Pistoia e Modena, nei comuni di Fanano ed Abetone Cutigliano. È attraversato dalla strada carreggiabile che dalla montagna modenese, passando per Ospitale, porta a Cutigliano ed alla Doganaccia, nel Parco regionale dell'Alto Appennino Modenese.

## Caratteristiche
Il passo della Croce Arcana è situato lungo l'alto crinale dell'Appennino settentrionale che fa da confine tra la Toscana e l'Emilia-Romagna, nonché da spartiacque tra i bacini idrografici, rispettivamente: del torrente Lima, affluente del fiume Serchio, che si getta nel mare Tirreno; del torrente Leo, affluente del fiume Panaro, che si getta nel Po, tributario del mare Adriatico.
Il passo della Croce Arcana si trova su di una sella esistente tra il Monte Spigolino, a sud-est, ed il crinale a nord-ovest che, attraverso cima Tauffi, giunge al monte Libro Aperto e al monte Cimone.
La zona del passo è caratterizzata da brughiere di alta quota, da vaccinieti, da conifere striscianti e rocce affioranti; il panorama che vi si ammira è a 360 gradi: va da tutta la valle della Lima alle cime più elevate dell'Appennino tosco-emiliano, alle vallate del pistoiese, del modenese e del bolognese; quando è sereno in lontananza si scorgono le vette delle Alpi Apuane e le Alpi.
Il passo è noto per essere uno dei luoghi più ventosi d'Italia, tanto che vi si sono registrati numerosi record, tra cui l'ultimo nel 2020 con raffiche fino a 270 km/h.

## Storia
Il passo dell'Alpe alla Croce, come veniva chiamato nei secoli passati il valico della Croce Arcana, era assai frequentato fino dal basso Medioevo per transitare dalla Toscana alla pianura Padana e viceversa, anche se in misura minore della parallela via Francigena, che valicava l'Appennino settentrionale più ad ovest. I più antichi documenti risalgono all'epoca longobarda, quando Pistoia era divenuta città regia ed i bizantini si erano progressivamente ritirati verso oriente anche sulla montagna pistoiese, allora denominata Montagna alta. Il passo dell'Alpe alla Croce si trovò nell'VIII secolo, proprio presso il limes tra la Longobardia ed i territori dipendenti dall'esarcato di Bisanzio.
Con la rinascita verificatasi dopo il 1000 d.C. e con l'affermarsi dei liberi comuni, ai consueti spostamenti dei pellegrini e degli eserciti si aggiunsero quelli dei mercanti e delle loro mercanzie: lunghissime file di muli si inerpicavano su per i passi per trasportare pannilani, seterie, arazzi, merletti e stoffe pregiate tra Firenze, Prato, Lucca, Pistoia e altre città toscane da un lato, e Milano, Venezia, Parigi, la Fiandra ed altre città del nord Europa dall'altro. 
Questi intensi traffici spiegano la presenza di ospizi gestiti da ordini religiosi per dare asilo e per proteggere i viandanti che valicavano il passo della Croce Arcana.

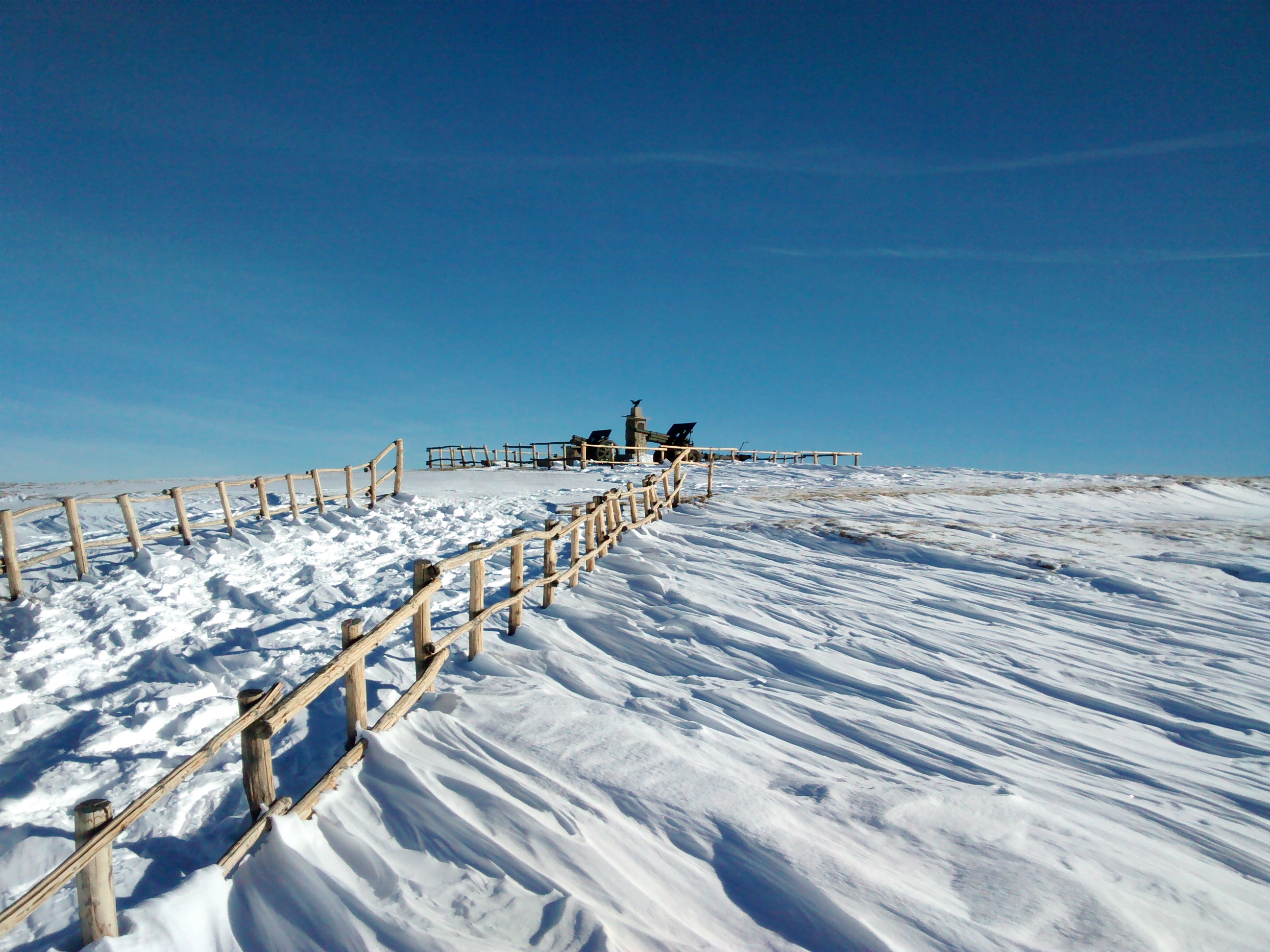
Il passo della Croce Arcana d'inverno

Sul versante emiliano nel 749 d.C., Sant'Anselmo, prima di trasferirsi a Nonantola per fondare la celebre abbazia, aveva ottenuto dal Re dei Longobardi Astolfo delle terre in val di Lamola, vicino a Fanano, in Emilia, e vi aveva fatto costruire un ospizio per pellegrini. Per questa ragione anche il borgo che progressivamente si formò intorno all'ospizio assunse la denominazione di Ospitale, per volere della famiglia dei signori Ballocchi proprietaria di molte terre nella zona e tra le principali e antiche famiglie di Fanano, la cappella dedicata a San Giacomo che sorgeva accanto all'ospizio venne ampliata ed eretta in chiesa parrocchiale tra il 1588 ed il 1589. Ma anche sul versante toscano i cavalieri templari costruirono sulla strada che conduceva allo stesso Passo una magione con finalità di asilo e difesa dei viandanti presso la Croce Brandegliana, nel luogo dove attualmente si trova la chiesa del paese di Prunetta.
L'ospizio della Val di Lamola restò in vita fino al 1648, prestando assistenza ai mercanti e ai pellegrini, sempre più numerosi sulla via Romea nonantolana che dalla pianura Padana portava a Fanano, ad Ospitale e dopo avere valicato l'Appennino, entravano nella montagna pistoiese e proseguivano per Roma; quello di Prunetta invece, dopo la tragica fine dell'ordine dei templari all'inizi del XIV secolo, in un primo momento fu attribuito agli ospitalieri ed infine fu abbandonato.
Anche il passo della Croce Arcana nei secoli successivi fu sempre meno frequentato: l'altezza eccessiva del valico ed il progressivo raffreddamento delle temperature che si registrò dall'inizio del XIV secolo fino alla metà del XIX secolo, cosiddetta piccola glaciazione, vi mantenevano la neve per oltre sei mesi all'anno; inoltre, nel 1781, per volontà congiunta del Granducato di Toscana e del Ducato di Modena, fu aperta la strada Giardini-Ximenes, oggi denominata strada statale 12 dell'Abetone e del Brennero, una vera opera d'arte per quei tempi, che eclissò rapidamente l'interesse per la vecchia strada, danneggiando l'economia di paesi come Ospitale e Fanano, nel Frignano, nonché di Cutigliano, in Toscana: l'antico percorso dell'Alpe alla Croce veniva scelto ormai solo dai valligiani per gli spostamenti locali.
Nell'ultimo dopoguerra, la pratica dello sci alpino e di fondo si diffuse sempre più, cosicché anche la zona della Doganaccia e della Croce Arcana conobbe un rilancio inatteso: all'inizio vi fu costruito un rifugio che fungeva anche da albergo-ristorante e da stazione di arrivo della funivia da Cutigliano inaugurata nel 1959 per trasportare capi ovini e bovini all'alpeggio d'estate. Dopo poco tempo l'impianto funiviario fu destinato al trasporto delle persone. Furono quindi aperte diverse piste di sci, alpino e nordico, servite da impianti di risalita a fune e vari skilift; furono realizzate altre strutture ricettive e di servizio, tra cui una piccola chiesa. Successivamente fu inaugurata anche un'altra funivia che dal rifugio della Doganaccia portava proprio sul crinale del passo della Croce Arcana, a 1720 metri s.l.m. Da allora La Doganaccia, poco sotto il passo della Croce Arcana, tende ad estendersi sempre più: ormai, è diventata un vero e proprio paese di alta quota, grazie anche alla presenza di moltissime seconde-case, di negozi, e pubblici esercizi.